# 研究ニュース
研究ニュース（けんきゅうニュース）とは、日本の中央競馬専門の競馬新聞である。発行元は株式会社ケイバブック大阪支社（旧：株式会社松井総業）。
1933年（昭和8年）に東京で創刊した『競馬研究』（けいばけんきゅう）と、大阪で1946年（昭和21年）から発行していた『競馬ニュース』（けいばニュース）が、共通の親会社であるケイバブックの旗の下、2012年（平成24年）に統合され新たなスタートを切ったものである。また、旧競馬ニュースはその末期に東海以西ローカルで発行していた『競馬ファン』『競馬ダービー』を事実上糾合しており、それら各紙の系譜も当紙に引き継がれている。

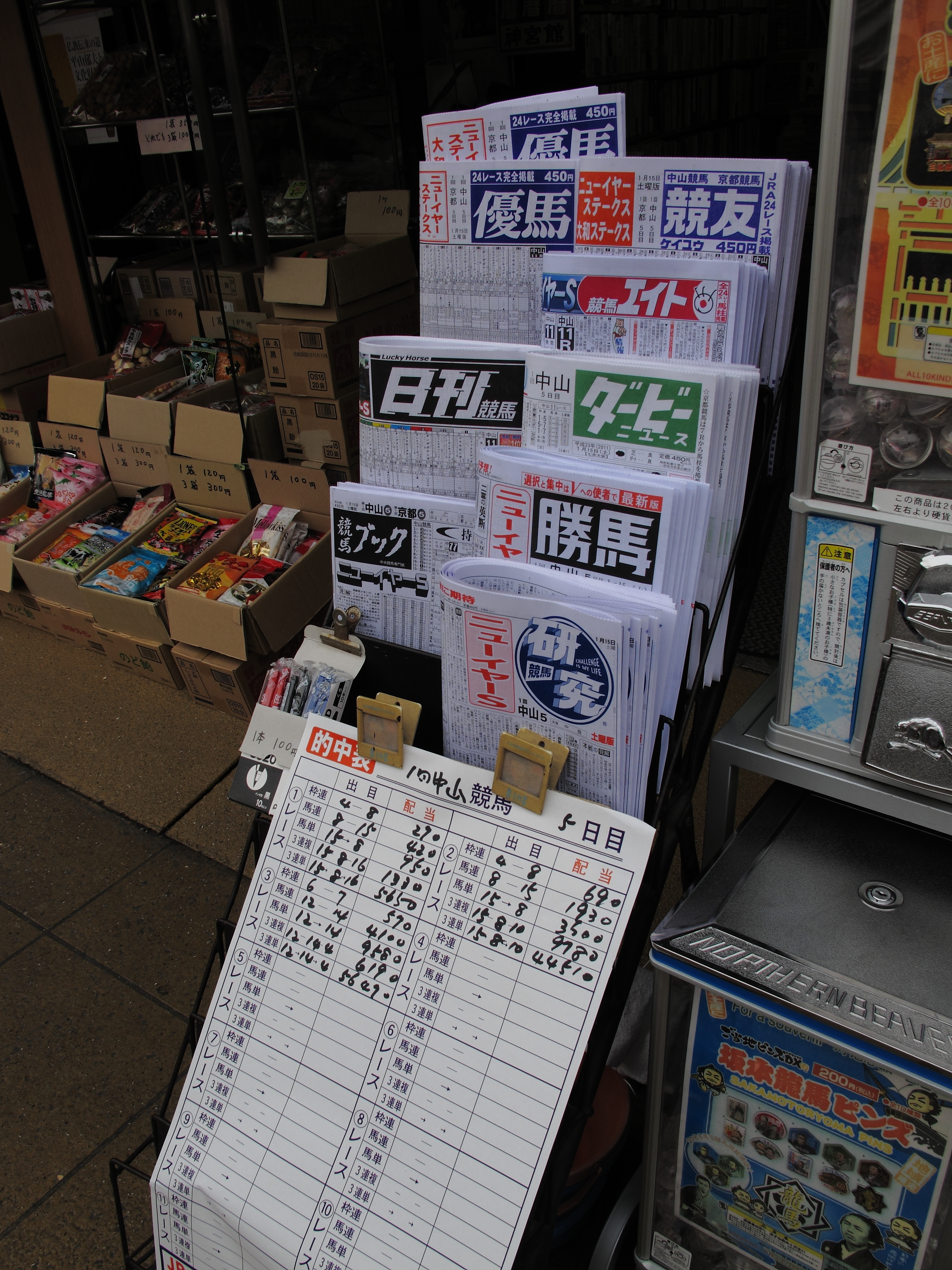
販売されていた競馬研究（右下）

過去には南関東競馬版「競馬研究」も発行していた。また、現在も高知競馬場の専門紙に「競馬研究」が存在するが、直接の関係はない。

## 中央版

### 概要
日本競馬新聞協会、関西中央競馬専門紙協会加盟紙。全国エリアにおいて主場版と従場（ローカル）版の2種類を発行。
500円で8ページ建て、馬柱は縦組み。旧競馬研究時代は一般新聞サイズだったが研究ニュースになってからは僚紙の競馬ブックと同じA3判にコンパクト化した。2色刷でイメージカラーは青。キャッチコピーは「オーシャンブルーの二重丸」「CHALLENGE IS MY LIFE」。
本紙予想は馬齢やレースの条件で担当を変えて行われている。

### 歴史

#### 旧競馬研究
1933年（昭和8年）、東京で週刊の予想雑誌として創刊。この時は、開催前日の夜に発行される代わりに予想が載らない出走表も発行していた。

戦時中に一度廃刊になったが、1946年（昭和21年）の公認競馬再開と同時に雑誌・出馬表共に復刊した。1971年（昭和46年）9月までは雑誌形式で発行していたが、競馬研究社が関西の最大手紙競馬ブックと提携したことにより、雑誌的な内容をケイバブック発行の『週刊競馬ブック』に譲り、競馬開催の前日に発行する新聞形式の予想専門紙にリニューアルした。このため、週刊競馬ブックには1990年代まで関東・関西の2つの版が存在した。

後に、競馬研究社は正式にケイバブックグループに入る。この時に「松井総業」（2代）に社名変更した。同時にケイバブックは正式社名を松井総業（初代）から現在の「株式会社ケイバブック」に変更した。
1989年（平成元年）、営団地下鉄銀座線末広町駅に近い、現在『VORT末広町』というオフィスビルが建っているところにあった旧本社を引き払い、JR総武線錦糸町駅に程近い東京都江東区毛利に新築されたケイバブック東京支社の現建物に移転する。

#### 合同
新聞形式になった後の旧競馬研究と、旧競馬ニュースは相互に提携し東西で棲み分けていたが、両紙共通の親会社であるケイバブックの方針変更により、両紙を合同させて『競馬ブック』に次ぐ全国展開の競馬専門紙とすることになった。
まず準備段階として、東海以西で発行されていた同業他紙を順次糾合した。2009年（平成21年）、名古屋の競馬エース社が発行していた『競馬ファン』が休刊となりそのスタッフは『競馬ダービー』を発行していた大阪のダービー社に移籍した。続けて2010年（平成22年）12月、ダービー社は他の競技の新聞（『競輪ダービー』『競艇ダービー』）に集中するという名目で『競馬ダービー』を休刊とし、関連スタッフ全員がケイバブックに移籍。この時点で関西発祥の中央競馬専門紙はブックとニュースというケイバブックグループの2紙以外には大阪の前夜通信社が発行する『競馬ニホン』が残るのみとなった。
そして2012年（平成24年）1月4日発行の5日付から、競馬研究と競馬ニュースを紙面統合。新題号『研究ニュース』となり発行を開始した。
間接部門の重複整理のため、2017年（平成29年）12月24日付で松井総業はケイバブック本体へ吸収合併され解散。発行元がケイバブック大阪支社へ変更された。
2018年（平成30年）、競馬ニホンが休刊したことにより関西発祥の中央競馬専門紙はブックと当紙の2紙だけとなった。
競合の優馬が東海以西での紙版発行を終了したのに伴い、2020年10月3日付より、関西版に限って紙面サイズを旧競馬ニュース時代と同じブランケット判に大型化し、第三場も含めた中央競馬全競走（最大36レース）掲載とした。

### 管轄地域
管轄地域は同じケイバブックが発行する『競馬ブック』（東西全国版）と同様で、印刷も競馬ブックと同じ全国6カ所の自社工場で行われている。
但し、取扱がない地域もあり、奈良県と和歌山県は2019年1月に『週刊競馬ブック』共々発売を終了した。栃木県と群馬県は2018年に、茨城県は2018年と2019年に、山梨県は2019年にそれぞれ発売地域が縮小された。また、静岡県では卸業者の撤退に伴い2019年7月から大半のコンビニエンスストアで扱いが取りやめられた。
なお紙版の発売を終了した地域でも、コンビニプリント版や電子版などの代替手段があり、引き続き全国で購入することができる。

### 放送系メディアとの関係
旧競馬研究、旧競馬ニュースの両紙とも、それぞれの販売管轄地域で放送されるテレビ・ラジオの競馬中継番組に長年関わってきた。合同後も中継番組へのCM出稿や解説者派遣は続いており、2011年からは関西（旧競馬ニュース）常駐のトラックマンもBS全国放送で東日本のファンの前に姿を見せるようになった。

ラジオでは旧競馬研究が1960年代にラジオ関東（現・RFラジオ日本）の『競馬ロータリー』（現・『ラジオ日本競馬実況中継』）に解説者を派遣したのを皮切りに、旧競馬ニュースも1965年（昭和40年）、日本短波放送第2プログラム『中央競馬実況中継』で西日本のレースの放送が始まったのを契機に、解説者の派遣を始めた。1984年（昭和59年）、関東独立U局『中央競馬ワイド中継』『中央競馬ハイライト』のスタートを機に、旧競馬研究はラジオ日本の提供を降板、解説者派遣も中止して、ラジオたんぱ第1放送に切り替えた。これにより、『ラジオたんぱ競馬中継』『ワイド中継』『ハイライト』で出演するトラックマンの統一を図った。
旧競馬研究は2009年度（2010年3月28日）の放送を最後にスポンサーとしては一時撤退していたが、2012年に研究ニュースに統合したことに伴い、新名義で再びスポンサーに就き、ラジオコマーシャルも復活している。なお、ラジオNIKKEIでは2019年現在でも東日本のレースを扱う第1放送が旧競馬研究出身ないしは関東他紙からの移籍者、西日本のレースを放送する第2放送は旧競馬ニュース・競馬ダービー出身のトラックマンと担当が分けられている。

#### メディア出演経験のあるトラックマン
関東（旧競馬研究）
- 永楽裕樹 - 1987年旧競馬研究に入社。ラジオNIKKEI『中央競馬実況中継』（第1放送・土日午後パドック解説）を競馬ブック・勝馬のTM陣と共に日替わりで担当。
- 京増真臣 - 2013年（平成25年）ダービーニュースより移籍。BS11『BSイレブン競馬中継』（土曜）パドック解説、およびラジオNIKKEI『中央競馬実況中継』（第1放送・日曜）パドック解説担当。グリーンチャンネル『トラックマンTV』に出演。
- 中島誠 - テレビ北海道『サマー競馬NEXT』パドック解説担当。
- 藤原有貴 - 2008年（平成20年）ホースニュース・馬より移籍[8]。BS11『うまナビ!イレブン』東京開催時解説担当。『競馬展望プラス』（関東版）を歴任。

関西（旧競馬ニュース・競馬ダービー）
- 小野颯真 - 2021年入社。2024年1月8日よりラジオNIKKEI（第2放送・土曜午後を除く正面解説および土曜午後パドック解説）に着任。
- 小宮邦裕 - グリーンチャンネル解説者・『トラックマンTV』に出演。ラジオNIKKEI（第2放送・土曜）解説兼務。
- 竹中昇 - 旧競馬ファンから競馬ダービーを経て2011年（平成23年）に競馬ニュースへ移籍。ラジオNIKKEI（第2放送・土曜）解説を持ち回りで担当。
- 中西弘行 - ラジオNIKKEI（第2放送・土曜）解説を持ち回りで担当。
- 日比野正吾 - 旧競馬ファンから競馬ダービーを経て競馬ニュースへ移籍。BSイレブン（日曜・関西主場）パドック解説担当、2017年より毎週レギュラー。
- 森田美菜 - 2021年入社。2024年1月13日よりラジオNIKKEI（第2放送・土曜午後を除く正面解説および土曜午後パドック解説）着任。本紙所属の女性TMが放送系メディアに登場するのは史上初。

過去
- 池田勇孝（旧競馬研究） - ラジオNIKKEI（第1放送・日曜）に出演。2013年12月に退職し、ラジオNIKKEIからも勇退。
- 及川勉（旧競馬研究） - 元本紙予想担当。『ワイド中継』（日曜）、ラジオNIKKEI（第1放送・土曜）、『LIVE&REPORT 中央競馬中継』を歴任。定年後も嘱託として活動したが、2012年2月15日、病気のため逝去[9]。
- 大石正（旧競馬研究） - 2001年（平成13年）ケイシュウNEWS（中央版）より移籍。ケイシュウ在職中にラジオ日本『競馬実況中継』（土曜1部）を歴任。
- 今野光成（旧競馬研究） - 2008年ホースニュース・馬より移籍。グリーンチャンネル『中央競馬全レース中継』、ラジオNIKKEI（第1放送・日曜）、『うまナビ!』東京開催時解説、『サマー競馬NEXT』パドック解説を歴任。
- 重久大明（旧競馬ニュース） - ラジオNIKKEI（第2放送・日曜）に出演。
- 永山弘樹（旧競馬ダービー） - 『BSイレブン競馬中継』（日曜・関西主場）パドック解説担当。日比野のレギュラー出演化に伴い退任。
- 船津裕司（旧競馬ダービー） - BSイレブン（日曜・関西主場）パドック解説担当。日比野のレギュラー出演化に伴い退任。
- 星野英治（旧競馬研究） - 元本紙予想担当。『ワイド中継』（土曜）、『ハイライト』（土日とも）、ラジオNIKKEI（第1放送・日曜）、BSイレブン（土曜）を歴任。2015年12月27日付紙面限りで定年退職[10]。
- 松沢昭夫（旧競馬研究） - 松沢俊夫の実弟で騎乗依頼仲介者第1号。2018年12月28日付紙面限りで退職[11]。
- 松沢俊夫（旧競馬研究） - 『ラジオ関東競馬実況中継』（日曜）、『ワイド中継』（日曜）、『ハイライト』（土曜）、『ラジオたんぱ競馬中継』（第1放送・日曜）を歴任。

地方版

#### コマーシャル
旧競馬研究は2010年まで放送されていた『ワイド中継』に出稿していた。美浦トレーニングセンターに所属する著名騎手のレース中や検量時などの映像をバックにして「Challenge is My Life」をテーマにしたCMを制作。そのナレーションは小川哲哉によるもので、「熱い思いを伝える競馬研究」「今、ヒーローと出会う 競馬研究」などのバージョンがあった。CMソングの歌手はFACE FREEで、曲名は「MY LIFE」である。

## 南関東版
大井、川崎、船橋、浦和競馬版を発行してきたが、2008年（平成20年）4月7日より競馬ブックの南関東版として紙面が大幅に刷新され発行を終了。関連スタッフは全員、ケイバブック東京支社に移籍した。
500円（南関東版は各社同価格）で4〜6ページ建て、馬柱は縦組み、一般新聞サイズ。中央版同様2色刷であった。
看板評論家は竹内康光（小説現代新人賞次点）。また山形県の上山競馬ニュース社から移籍した大木尚文がTOKYO MX『東京シティ競馬中継』解説者を務めていた。
なお、南関東競馬版でも重賞およびダートグレード競走開催（場外含む）の場合は中央版の池田の予想も掲載されていた。